# من أجلها (فلم 1911)
من أجلها (بالإنجليزية: For Her Sake) هو فيلم قصير حرب رومانسي صامت من إنتاج عام 1911 من إنتاج شركة شركة ثانهاوسر. قام ببطولة الفيلم ويليام جاروود بدور جندي كونفدرالي يفوز بحب فتاة صغيرة من جنوب الولايات المتحدة قبل وقت قصير من بدء الحرب الأهلية الأمريكية. يصبح منافسه ضابطًا في الاتحاد ويلتقي الاثنان عندما يتم القبض على الكونفدرالي. بعد تلقي أنباء القبض عليه، تمكنت الفتاة من التسلل عبر خطوط الاتحاد لتحريره. يهربان معًا ويتعقبهما ضابط الاتحاد إلى منزلها. على استعداد للقبض على عدوه، يرى منافسه ينعي وفاة الفتاة، التي أصيبت برصاصة قاتلة أثناء الهروب. تمكن الاثنان من حل خلافاتهما وغادر الضابط المنزل رافضًا اعتقال الجندي الكونفدرالي. تم إصدار الفيلم في 14 فبراير 1911 وحظي بمراجعات إيجابية على الرغم من الثغرات المحيطة بقدرة الفتاة على التهرب من الحراس. يُفترض الآن أن الفيلم مفقود.

## روابط خارجية
- من أجلها  في قاعدة بيانات الأفلام على الإنترنت (بالإنجليزية)